# Engelsburg (Milmersdorf)

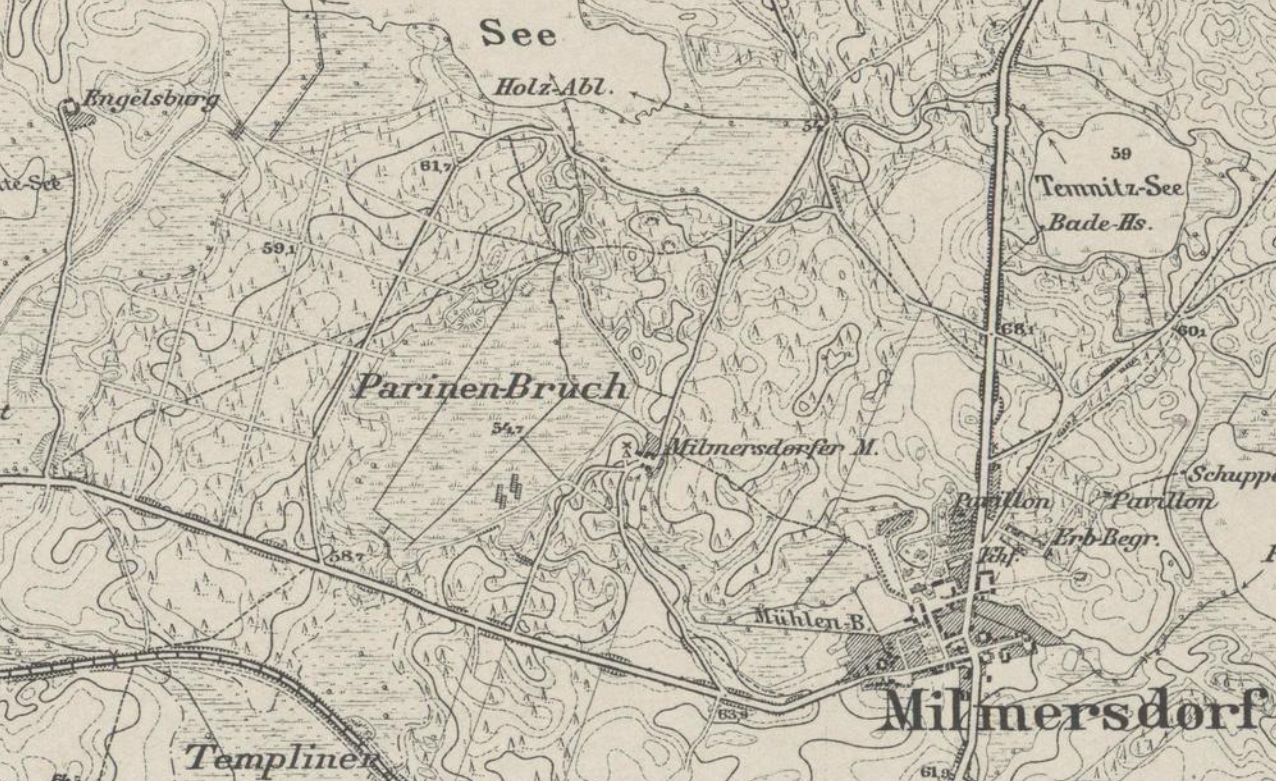
Milmersdorf, Milmersdorfer Mühle und Engelsburg auf dem Messtischblatt 1:25.000 Blatt Nr. 2847, Aufnahme 1882, mit einzelnen Nachträgen von 1911

Engelsburg ist ein Gemeindeteil der Gemeinde Milmersdorf im Landkreis Uckermark (Brandenburg). Die kleine Siedlung wurde vor 1853 aufgebaut und 1853 benannt. Sie gehörte zunächst zu Templin, erst ab 1961 zu Milmersdorf.

## Lage
Das ursprüngliche Gehöft Engelsburg liegt knapp drei Kilometer nordwestlich vom Ortskern von Milmersdorf und knapp 6 km östlich vom Altstadtkern von Templin. Heute tragen sechs weitere Häuser, die westlich des ursprünglichen Gehöfts angelegt wurden, ebenfalls die Straßenbezeichnung Engelsburg.
Das ursprüngliche Gehöft liegt auf 61 m ü. NHN. Etwa 250 m südwestlich des ursprünglichen Gehöftes liegt der Knechtesee. Etwa 700 Meter westlich liegt der Zaarsee/Fährsee.

## Geschichte
Im Schmettauschen Kartenwerk ist das Areal um das spätere Gehöft Engelsburg als Ahrensnestsche Heyde bezeichnet. 1853 wurde das auf der Feldmark der Stadt Templin neu erbaute Gehöft des Ackerbürgers Wilhelm Engel als Engelsburg benannt. Zum Zeitpunkt der Benennung war es aber schon im Besitz eines Teichmann. Es war 285 Morgen groß. 1854 ist Engelsburg als Etablissement bezeichnet.
1860 bestand das Gehöft aus einem Wohnhaus und drei Wirtschaftsgebäuden. Engelsburg hatte damals 9 Bewohner. An Tierbestand sind 3 Pferde, 9 Stück Rindvieh und 87 Schafe aufgeführt. 1871 war Engelsburg ein Wohnplatz der Stadt Templin. In der Ackerwirtschaft Engelsburg stand ein Wohnhaus, das 11 Bewohner hatte.
1872 annoncierte der damalige Besitzer von Engelsburg Gansauge, dass auf seinem Grund und Boden in verkehrsgünstige Lage an einer Wasserstraße bedeutende Kalkmergellager von 62 bis 89 % Kalkgehalt gefunden wurden. Er warb für die Ansiedlung einer Zementfabrik.
1878 gehört das Gehöft einem Schumann, bei dem in diesem Jahr die Schafpocken in seiner Schafherde ausgebrochen waren. 1907 hatte das Gut noch eine Gesamtgröße von 78 ha.
1914 hatte das Gut eine Gesamtgröße von 87 ha, davon waren 55,4 ha Acker, 29 ha Wiesen, 2 ha Weiden, 0,3 ha Wald und 0,3 ha Unland, Wege und Gehöft. Der Grundsteuerreinertrag war auf 414 Mark angesetzt. In den Ställen des Hofes standen 6 Pferde, 36 Stück Rindvieh, davon 15 Kühe, 3 Schafe und 26 Schweine. Besitzer war damals Wilhelm Eichelkraut. Die Zahlen von 1923 sind identisch mit 1914. Besitzer war nun Erich Eichelkraut, Major a. D. 1925 hatte Engelsburg 12 Einwohner. 1929 hatte Erich Eichelkraut, Major a. D. seinen Betrieb weiter vergrößert. Die Gesamtgröße betrug nun 108 ha, davon 65 ha Acker, 40 ha Wiesen, 2 ha Weiden, 0,5 ha Wege, Gehöft und Unland. Der Grundsteuerreinertrag betrug nun 500 Mark. Bemerkenswerterweise hatte Erich Eichelkraut bereits einen Fernsprecher auf seinem Hof, der mit Milmersdorf verbunden war.
1931 und 1957 war Engelsburg ein Wohnplatz von Templin. Bis 1961 erfolgte die Umgemeindung nach Milmersdorf. In diesem Jahr war Engelsburg bereits ein Wohnplatz von Milmersdorf.
1978 war in Engelsburg ein Kreisfeierabendheim untergebracht, das 1990 in Landesbesitz überging. Heute gibt es in Engelsburg eine Einrichtung für Abhängigkeitskranke, allerdings nicht im ursprünglichen Gehöft, sondern in einem der später gebauten Häuser.